# 320年代
320年代（さんびゃくにじゅうねんだい）は、西暦（ユリウス暦）320年から329年までの10年間を指す十年紀。